# Anđelo Šetka
Anđelo Šetka (Split, 14. rujna 1985.), hrvatski vaterpolist koji igra na poziciji napadača. Visok je 186 cm i težak 87 kg. Anđelo Šetka je jedan od najtrofejnijih splitskih sportaša i vaterpolista u 21. stoljeću.
Od 2017. je ponovo igrač splitskog Jadrana, prije je igrao za rimski Roma Nuoto (2016. – 2017.), riječko Primorje (2011. – 2016.), kotorski Primorac (2007. – 2011.), a ponikao je u splitskom Jadranu (2000. – 2007.).
S Primorcem iz Kotora je osvojio Euroligu 2008./09., a u sezoni 2009./10. igrao u finalu, te je osvojio Europski superkup 2009. Osvajač je i crnogorskog prvenstva 2008. i crnogorskog kupa 2009. Prelaskom u Primorje iz Rijeke je nastavio niz osvajanja: hrvatsko prvenstvo 2014. i 2015., hrvatski kup 2013., 2014. i 2015., te Jadransku ligu 2013., 2014. i 2015. U kapici riječkog Primorja je igrao i dva finala Eurolige 2011./2012. i 2014./2015. 
U sastavu hrvatske reprezentacije je osvojio sedam odličja na velikim natjecanjima: srebro (Olimpijada), zlato, srebro i dvije bronce (Svjetska prvenstva), bronca (Europsko prvenstvo), te zlato (Mediteranske igre). A nositelj je još sedam odličja: zlato, dva srebra i broncu (Svjetska liga), bronca (Svjetski kup) i zlato i srebro (Europski kup).
Posljednje dvije sezone splitski Jadran nastupa u grupnoj fazi Eurolige, Anđelo Šetka je kapetan i jedan od najzaslužnijih uz klupsko vodstvo za povratak splitskog klupskog vaterpola na europsku scenu.